# 969 TCN
969 TCN là một năm trong lịch La Mã.